# Arquidiócesis de Pointe-Noire
La arquidiócesis de Pointe-Noire (en latín: Archidioecesis Nigrirostrensis y en francés: Archidiocèse de Pointe-Noire) es una circunscripción eclesiástica de la Iglesia católica en República del Congo. Se trata de una arquidiócesis latina, sede metropolitana de la provincia eclesiástica de Pointe-Noire. Desde el 22 de febrero de 2013 su arzobispo es Miguel Ángel Olaverri Arroniz, de la Pía Sociedad de San Francisco de Sales.

## Territorio y organización

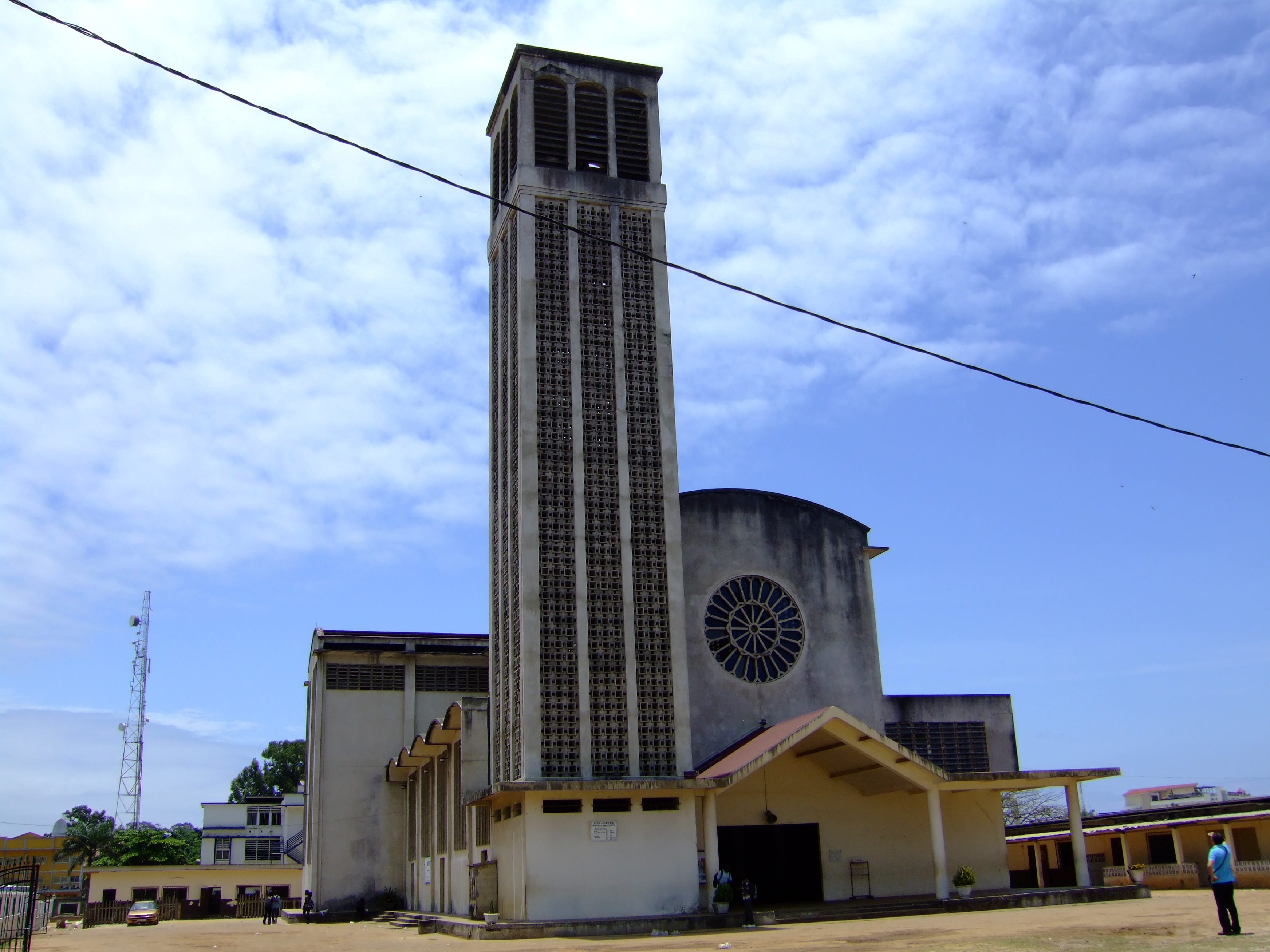
Iglesia de Nuestra Señora de la Asunción, en Pointe-Noire

La arquidiócesis tiene 14 644 km² y extiende su jurisdicción sobre los fieles católicos de rito latino residentes en los departamentos de Pointe-Noire y Kouilou.
La sede de la arquidiócesis se encuentra en la ciudad de Pointe-Noire, en donde se halla la Catedral de San Pedro Apóstol y la iglesia de Nuestra Señora de la Asunción, que sirve como catedral de facto de la arquidiócesis.
La arquidiócesis tiene como sufragáneas a las diócesis de: Dolisie y Nkayi.
En 2021 en la arquidiócesis existían 36 parroquias.

## Historia
El vicariato apostólico del Congo Francés fue erigido el 4 de junio de 1886 con el breve In hac beatissimi Petri del papa León XIII, derivando su territorio del vicariato apostólico de las Dos Guineas (hoy arquidiócesis de Libreville) y de la prefectura apostólica del Congo Inferior. Tenía su sede en la ciudad de Loango, en el actual departamento de Pointe-Noire. El nuevo vicariato apostólico fue confiado a los misioneros de la Congregación del Espíritu Santo, que ya trabajaban en la zona desde 1865.
El 14 de octubre de 1890, en virtud del breve Ob nimiam del papa León XIII, el vicariato apostólico del Congo Francés se dividió en dos vicariatos distintos: el vicariato apostólico del Congo Francés Superior, con sede en Brazzaville, del que originó la actual arquidiócesis de Brazzaville, y el vicariato apostólico del Congo Francés Inferior, con sede en Loango.
El 22 de abril de 1907 el vicariato apostólico del Congo Francés Inferior asumió el nombre de vicariato apostólico de Loango mediante el decreto Postulavit nuper de la Congregación de Propaganda Fide; volvió a cambiar de nombre el 20 de enero de 1949 para convertirse en el vicariato apostólico de Pointe-Noire, tras el traslado de la sede del vicario apostólico de Loango a Pointe-Noire.
El 14 de septiembre de 1955 el vicariato apostólico fue elevado a diócesis con la bula Dum tantis del papa Pío XII.
El 5 de diciembre de 1983 cedió una parte de su territorio para la erección de la diócesis de Nkayi mediante la bula Quandoquidem Christi Ecclesia del papa Juan Pablo II.
El 31 de marzo de 2011 el papa Benedicto XVI relevó al obispo Jean-Claude Makaya Loembe del cuidado pastoral de la arquidiócesis, debido a problemas en la gestión económica y desacuerdos con el clero diocesano.
El 30 de mayo de 2020 fue elevada al rango de arquidiócesis metropolitana por el papa Francisco con la bula Cum qui novit.

## Estadísticas
Según el Anuario Pontificio 2022 la arquidiócesis tenía a fines de 2021 un total de 1 007 440 fieles bautizados.
| Año                                                                             | Población            | Población | Población      | Sacerdotes | Sacerdotes    | Sacerdotes    | Bautizados por sacerdote | Diáconos permanentes | Religiosos | Religiosos | Parroquias |
| Año                                                                             | Bautizados católicos | Total     | % de católicos | Total      | Clero secular | Clero regular | Bautizados por sacerdote | Diáconos permanentes | Varones    | Mujeres    | Parroquias |
| ------------------------------------------------------------------------------- | -------------------- | --------- | -------------- | ---------- | ------------- | ------------- | ------------------------ | -------------------- | ---------- | ---------- | ---------- |
| 1950                                                                            | 3598                 | 70 274    | 5.1            | 42         | 8             | 34            | 85                       |                      | 40         | 14         |            |
| 1970                                                                            | 150 923              | 456 407   | 33.1           | 64         | 8             | 56            | 2358                     |                      | 72         | 50         |            |
| 1978                                                                            | 200 000              | 590 000   | 33.9           | 30         | 7             | 23            | 6666                     |                      | 26         | 45         | 20         |
| 1990                                                                            | 190 000              | 400 000   | 47.5           | 18         | 7             | 11            | 10 555                   |                      | 13         | 21         | 13         |
| 1997                                                                            | 373 658              | 700 000   | 53.4           | 44         | 33            | 11            | 8492                     |                      | 30         | 24         | 34         |
| 2000                                                                            | 389 000              | 728 000   | 53.4           | 40         | 24            | 16            | 9725                     |                      | 24         | 27         | 55         |
| 2001                                                                            | 641 000              | 1 200 000 | 53.4           | 50         | 39            | 11            | 12 820                   |                      | 14         | 38         | 45         |
| 2002                                                                            | 400 000              | 800 000   | 50.0           | 51         | 38            | 13            | 7843                     |                      | 15         | 45         | 43         |
| 2003                                                                            | 900 000              | 1 800 000 | 50.0           | 42         | 30            | 12            | 21 428                   |                      | 13         | 40         | 34         |
| 2004                                                                            | 1 000                | 2 000     | 50.0           | 43         | 31            | 12            | 23 255                   |                      | 16         | 45         | 35         |
| 2013                                                                            | 1 500 000            | 2 535 000 | 59.2           | 76         | 64            | 12            | 19 736                   |                      | 32         | 42         | 30         |
| 2016                                                                            | 887 000              | 1 500 000 | 59.1           | 83         | 63            | 20            | 10 686                   |                      | 52         | 48         | 33         |
| 2019                                                                            | 958 900              | 1 622 400 | 59.1           | 88         | 59            | 29            | 10 896                   |                      | 29         | 59         | 35         |
| 2020                                                                            | 983 830              | 1 664 580 | 59.1           | 95         | 66            | 29            | 10 356                   |                      | 31         | 63         | 36         |
| 2021                                                                            | 1 007 440            | 1 704 530 | 59.1           | 94         | 71            | 23            | 10 717                   |                      | 27         | 70         | 36         |
| Fuente: Catholic-Hierarchy, que a su vez toma los datos del Anuario Pontificio. |                      |           |                |            |               |               |                          |                      |            |            |            |

## Episcopologio
- Antoine-Marie-Hippolyte Carrie, C.S.Sp. † (8 de junio de 1886-noviembre de 1903 renunció)
  - Sede vacante (1903-1907)
- Louis-Jean-Joseph Derouet, C.S.Sp. † (2 de enero de 1907-4 de marzo de 1914 falleció)
- Léon-Charles-Joseph Girod, C.S.Sp. † (13 de enero de 1915-13 de diciembre de 1919 falleció)
  - Sede vacante (1919-1922)
- Henri Friteau, C.S.Sp. † (22 de marzo de 1922-4 de abril de 1946 renunció)
- Jean-Baptiste Fauret, C.S.Sp. † (13 de febrero de 1947-5 de junio de 1975 renunció)
- Godefroy-Emile Mpwati † (5 de junio de 1975-1 de septiembre de 1988 renunció)
- Georges-Firmin Singha † (1 de septiembre de 1988-18 de agosto de 1993 falleció)
- Jean-Claude Makaya Loembe (19 de diciembre de 1994-31 de marzo de 2011 destituido)
- Miguel Ángel Olaverri Arroniz, S.D.B., desde el 22 de febrero de 2013